# Lettere sulla danza
Lettere sulla danza (Lettres sur la danse) è un saggio sulla danza scritto dal coreografo francese Jean-Georges Noverre e pubblicato per la prima volta contemporaneamente a Lione e Stoccarda nel 1760.
Noverre, in quest'opera, sviluppa la sua concezione del cosiddetto ballet d'action (o balletto d'azione) e passa in rassegna le qualità e i difetti dei principali ballerini, coreografi e maestri di balletto del suo tempo.

## Contenuto
Il settecento esplorò nuove  possibilità espressive e il dibattito sulle forme teatrali non risparmiò il mondo della danza. Noverre è pienamente coinvolto in questo dibattito e affronta tutti gli aspetti della danza del suo tempo, rivolgendo anche una severa critica all'Opera di Parigi , che considera conformista e polverosa.
Insistendo sulla ricerca di coesione che lega tutti gli elementi del balletto, Noverre difende la necessità di commuovere lo spettatore attraverso una pantomima espressiva, ispirata alla performance di David Garrick che aveva osservato a Londra. L'interesse di un'opera risiede essenzialmente nella diversità delle passioni in essa espresse, ed è logico che egli sostenga l'eliminazione delle maschere nei balletti, consentendo allo spettatore di “leggere” le espressioni del ballerino.

## Temi
Le Lettere si compongono di vari soggetti:
- Sulla composizione dei balletti
- Regole da seguire nella composizione dei balletti
- La disposizione delle parti principali e delle parti accessorie
- Continuazione dello stesso argomento
- Conoscenza necessaria per il maestro di ballo
- Studi del maestro di ballo
- Difetti dei nostri primi balletti
- Balletti d'opera
- Dall'espressione della figura: svantaggio delle mascherine
- Sull'accordo del gesto con il pensiero e i moti dell'anima
- Sulla conformazione della ballerina
- Continuazione dello stesso argomento
- Dalla coreografia
- Sui balletti dell'autore
- Sullo stesso argomento
- Origine e progresso delle arti imitative
- Vicissitudini delle belle arti; ingiustizia degli uomini verso coloro che li coltivavano
- Sullo stesso argomento. Nascita delle arti a Roma e loro caduta
- Il Rinascimento delle arti in Italia e in Francia
- Utilità delle norme dell'art. Digressione su Marcel
- Spettacoli degli Antichi, e soprattutto pantomime
- Continuazione degli spettacoli degli Antichi
- Continuazione dello stesso argomento
- Rinascimento dell'arte della danza
- Divisione Danza
- Qualità necessarie per un maestro di ballo
- Continuazione dello stesso argomento
- Conoscenze anatomiche necessarie al maestro di ballo
- Scelta degli argomenti
- Sulla composizione del corpo di ballo
- Corifée
- Abiti
- Sintesi generale sui balletti
- Dall'Opera dalla metà del secolo scorso ai giorni nostri
- Sullo stesso argomento
- Sui temi della danza nel 1740
- Indicazioni dell'Opera
- Sui temi principali dell'Opera dal 1740
- Sullo stesso argomento
- Sui maestri di ballo dell'Opera
- Da alcuni altri compositori di balletto
- Sugli attuali ballerini dell'Opera
- Attuali ballerini d'opera
- A Voltaire, su Garrick
- Sullo stesso argomento
- Osservazioni sulla costruzione di una sala d'Opera
- Nelle festività nazionali
- Sullo stesso argomento
- Sullo stesso argomento
- Sullo stesso argomento
- Sullo stesso argomento
- Sullo stato attuale delle arti
- Cause che si oppongono al progresso delle arti